# Championnat de Belgique de football 2008-2009
Navigation
Saison précédente Saison suivante
Le championnat de Belgique de football 2008-2009 est la 106e saison du championnat de première division belge. Le championnat oppose 18 équipes en matches aller-retour.
Pour la première fois depuis la saison 1985-1986, deux équipes terminent à égalité parfaite à la première place en fin de saison, le Standard de Liège, champion en titre et le Royal Sporting Club Anderlecht. Un test-match en aller-retour est organisé pour les départager et voit la victoire des liégeois qui conservent leur titre de champion.
La lutte pour le maintien est particulièrement importante cette saison à cause de la réforme du championnat décidée pour la saison suivante, qui fera passer le nombre d'équipes en première division de 18 à 16. Les deux derniers classés sont relégués directement en Division 2 et les deux équipes classées aux 15e et 16e places disputent un tour final avec deux équipes de D2 pour déterminer qui se maintient parmi l'élite ou y monte en compagnie du champion du deuxième niveau. Les promus de l'AFC Tubize et le R. AEC Mons terminent aux places descendantes directes, tandis que le KSV Roulers assure son maintien en remportant le tour final, qui voit également la relégation du FCV Dender EH.

## Clubs participants
| #  | Nom                                                                     | Mat. | Ville       | Stades                      | Entraîneur          | En D1 depuis (série) | Total en D1 | Saison précédente |
| -- | ----------------------------------------------------------------------- | ---- | ----------- | --------------------------- | ------------------- | -------------------- | ----------- | ----------------- |
| 1  | Royal Sporting Club Anderlecht                                          | 35   | Anderlecht  | Stade Constant Vanden Stock | Ariël Jacobs        | 1935-1936 (72e)      | 78e         | 2e                |
| 2  | Koninklijke Football Club Germinal Beerschot Antwerpen                  | 3530 | Anvers      | Kiel                        | Harm van Veldhoven  | 1989-1990 (20e)      | 20e         | 5e                |
| 3  | Cercle Brugge Koninklijke Sportvereniging                               | 12   | Bruges      | Olympiastadion              | Glen De Boeck       | 2003-2004 (6e)       | 75e         | 4e                |
| 4  | Club Brugge Koninklijke Voetbalvereniging                               | 3    | Bruges      | Olympiastadion              | Jacky Mathijssen    | 1959-1960 (50e)      | 87e         | 3e                |
| 5  | Royal Charleroi Sporting Club                                           | 22   | Charleroi   | Stade du Mambourg           | Thierry Siquet      | 1985-1986 (24e)      | 45e         | 8e                |
| 6  | Football Club Verbroedering Denderhoutem Denderleeuw Eendracht Hekelgem | 3900 | Denderleeuw | Florent Beeckmanstadion     | Johan Boskamp       | 2007-2008 (2e)       | 2e          | 15e               |
| 7  | Koninklijke Racing Club Genk                                            | 322  | Genk        | Fenixstadion                | Ronny Van Geneugden | 1996-1997 (13e)      | 27e         | 10e               |
| 8  | Koninklijke Atletieke Associatie Gent                                   | 7    | Gand        | Jules Ottenstadion          | Michel Preud'homme  | 1989-1990 (20e)      | 70e         | 6e                |
| 9  | Koninklijke Voetbalclub Kortrijk                                        | 19   | Courtrai    | Guldensporenstadion         | Hein Vanhaezebrouck | 2008-2009 (1re)      | 22e         | Division 2 : 1er  |
| 10 | Royal Standard de Liège                                                 | 16   | Sclessin    | Stade de Sclessin           | László Bölöni       | 1921-1922 (85e)      | 90e         | 1er               |
| 11 | Koninklijke Sporting Club Lokeren Oost-Vlaanderen                       | 282  | Lokeren     | Daknamstadion               | Georges Leekens     | 1996-1997 (13e)      | 32e         | 12e               |
| 12 | Yellow Red Koninklijke Voetbalclub Mechelen                             | 25   | Malines     | Achter de Kazerne           | Peter Maes          | 2007-2008 (2e)       | 59e         | 13e               |
| 13 | Royal Albert Elisabeth Club de Mons                                     | 44   | Mons        | Stade Charles Tondreau      | Philippe Saint-Jean | 2006-2007 (3e)       | 6e          | 16e               |
| 14 | Royal Excelsior Mouscron                                                | 224  | Mouscron    | Le Canonnier                | Enzo Scifo          | 1996-1997 (13e)      | 13e         | 11e               |
| 15 | Koninklijke Sportvereniging Roeselaere                                  | 134  | Roulers     | Schierveldestadion          | Dirk Geeraerd       | 2005-2006 (4e)       | 4e          | 14e               |
| 16 | Association Football Clubs Tubize                                       | 5632 | Tubize      | Stade Edmond Leburton       | Albert Cartier      | 2008-2009 (1re)      | 1re         | Division 2 : 2e   |
| 17 | Koninklijke Voetbalclub Westerlo                                        | 2024 | Westerlo    | Het Kuipje                  | Jan Ceulemans       | 1997-1998 (12e)      | 12e         | 9e                |
| 18 | Sportvereniging Zulte Waregem                                           | 5381 | Waregem     | Regenboogstadion            | Francky Dury        | 2005-2006 (4e)       | 4e          | 7e                |

### Localisation des clubs
| GBA YR KV Mechelen KVC Westerlo AA Gent KSC Lokeren Dender FC Bruges CS Bruges KV Kortrijk Zulte Waregem Roeselare RSC Anderlecht Tubize KRC Genk Charleroi Mouscron Mons Standard de Liège |

## Déroulement de la saison

### Un début de championnat indécis
En début de saison, les rivaux ancestraux du Standard de Liège et d'Anderlecht se détachent en compagnie du surprenant Excelsior Mouscron. Ces trois clubs occupent conjointement la première place après cinq journées, tandis qu'en bas de tableau, les promus de Tubize ne comptent encore qu'un point. Le Standard prend l'avantage sur Anderlecht en s'imposant lors du « Classico » de la sixième journée mais s'incline la semaine suivante, ce dont profite le FC Bruges pour s'installer en tête du classement.
Après dix journées, les brugeois occupent toujours la tête, avec 23 points, soit un de plus qu'Anderlecht et trois de plus que Genk et le Standard. Dans le bas de classement, Tubize a remporté son premier match début octobre mais reste lanterne rouge, devancé par Roulers, Dender, Malines, Mons et le GBA.

### Anderlecht prend la tête à la trêve
Le mois de novembre voit la surprenante équipe de Westerlo se mêler aux premières places, profitant pleinement des points perdus par les leaders lors de leurs affrontements. Tubize remporte deux matches d'affilée et quitte les places de relégables, dont ne parvienennt pas à s'extraire Roulers et Dender. Le FC Bruges, leader depuis le début du mois d'octobre, subit trois lourdes défaites consécutives au début du mois de décembre et doit céder la première place au Sporting Anderlecht, qui est sacré champion d'automne et passe la trêve hivernale au sommet du classement.
Le Standard de Liège reprend le championnat sur les chapeaux de roue en janvier et février, signant cinq victoires consécutives, ce qui lui permet de se rapprocher d'Anderlecht. Le FC Bruges, Genk et La Gantoise sont trop irréguliers pour pouvoir espérer continuer à lutter pour le titre. À l'inverse, en fond de tableau, Tubize enchaîne quatre lourdes défaites et redevient relégable direct. Les trois autres places dangereuses sont occupées par Mons, Dender et Roulers. Le premier non-menacé, Charleroi, compte six points d'avance sur Dender.
Anderlecht reprend ses distances en tête en s'imposant face au Standard au soir de la 23e journée et compte alors quatre points d'avance. Trois semaines plus tard, les liégeois reprennent la première place à la faveur d'une série de trois victoires, tandis que les mauves et blancs ne prennent que quatre points. Roulers et Dender accrochent des points çà et là pour se rapprocher du maintien, au contraire de Mons et Tubize, toujours relégables directs.

### Duel au sommet entre mauves et rouges
On assiste ensuite à un véritable chassé-croisé les semaines suivantes. Anderlecht profite de la défaite du Standard à Charleroi pour reprendre la tête à la 27e journée mais se fait rejoindre la semaine qui suit après un partage à Lokeren et une victoire du Standard sur le GBA. Les deux équipes sont alors à égalité parfaite de points et de victoires. Mons et Tubize sont de plus en plus menacés de relégation directe, tandis que Dender et Roulers se rapprochent petit à petit des premiers non-barragistes, Courtrai et Charleroi, qui ne comptent plus que quatre points d'avance.
Après trente journées de compétition, Dender parvient à revenir à hauteur de Courtrai en s'imposant face à Roulers. Mons est alors mathématiquement condamné à la relégation
Après une série de trois victoires consécutives pour les deux équipes de tête, le Standard ne parvient pas à faire mieux que 0-0 en déplacement à Zulte Waregem lors de la 32e journée. Anderlecht, qui joue le lendemain en déplacement à Tubize, peut faire un grand pas vers le titre en cas de victoire mais fait également match nul, maintenant le statu quo en haut du classement. Ce bon résultat ne fait cependant pas les affaires des tubiziens, qui ne peuvent plus revenir sur les barragistes et sont renvoyés en Division 2. Bruges, qui avait retrouvé un peu de régularité les semaines précédentes, s'incline deux fois d'affilée et voit La Gantoise le rejoindre à la troisième place.
La semaine suivante, Bruges s'incline au Standard et perd sa troisième place au bénéfice de Gand, tandis qu'Anderlecht bat Roulers pour rester à hauteur des liégeois. Cette défaite envoie Roulers en barrages. Dans le même temps, Dender est une nouvelle fois revenu à égalité avec Courtrai, qu'il devance au nombre de victoires. La dernière journée est riche en suspense avec deux déplacements difficiles pour Anderlecht et le Standard, respectivement à Genk et à Gand. Les mauves s'imposent assez facilement 0-2, le Standard plus difficilement 0-1, le gardien Sinan Bolat sauvant son équipe en arrêtant un penalty de Bryan Ruiz dans les arrêts de jeu. Cette victoire permet également au FC Bruges de coiffer sur le fil les gantois à la troisième place grâce à leur plus grand nombre de victoires. De l'autre côté du classement, Courtrai assure son maintien in extremis grâce à leur victoire à Westerlo, conjuguée à la défaite de Dender face à Charleroi.

### Un test-match décisif
Anderlecht et le Standard terminent ainsi le championnat à égalité parfaite et doivent dès lors disputer un test-match en aller-retour pour désigner le champion. La manche aller a lieu à Anderlecht et se termine sur le score de 1-1. Les bruxellois ont ouvert le score en début de deuxième mi-temps et les liégeois ont égalisé dix minutes plus tard. Le match retour, trois jours plus tard, voit la victoire des « Rouches » sur leur terrain 1-0 grâce à un penalty d'Axel Witsel. Le club principautaire décroche un second titre consécutif et se qualifie directement pour la phase de poules de la prochaine Ligue des champions.

## Résultats et classements

### Résultats des rencontres
Avec dix-huit clubs engagés, 306 matches sont au programme de la saison.
| Résultats (▼dom., ►ext.)                                   | AND | GBA | CSB | FCB | CHA | DEN | GNK | AAG | KOR | LOK | MAL | MON | MOU | ROE | STA | TUB | WES | ZWA |
| R. SC Anderlecht                                           |     | 2-0 | 1-2 | 1-0 | 2-0 | 4-0 | 2-0 | 2-2 | 4-0 | 2-3 | 7-1 | 3-2 | 2-1 | 3-1 | 4-2 | 5-1 | 2-0 | 2-0 |
| K. FC GB Antwerpen                                         | 1-3 |     | 1-1 | 2-0 | 1-2 | 1-1 | 4-1 | 2-2 | 3-0 | 0-2 | 3-1 | 2-0 | 3-0 | 3-0 | 1-3 | 2-0 | 2-1 | 1-2 |
| Cercle Brugge K. SV                                        | 0-3 | 1-0 |     | 1-3 | 2-2 | 1-2 | 1-2 | 3-1 | 0-1 | 0-0 | 2-1 | 2-1 | 0-1 | 4-3 | 4-1 | 4-1 | 2-1 | 2-0 |
| Club Brugge KV                                             | 1-1 | 3-0 | 3-1 |     | 2-1 | 1-1 | 2-0 | 1-4 | 4-1 | 2-3 | 3-0 | 3-2 | 4-1 | 2-1 | 1-4 | 3-1 | 2-0 | 2-0 |
| R. Charleroi SC                                            | 0-1 | 0-0 | 3-2 | 2-2 |     | 2-0 | 3-0 | 2-5 | 1-2 | 1-1 | 1-2 | 3-0 | 1-0 | 1-0 | 1-0 | 3-2 | 1-2 | 1-0 |
| FCV Dender EH                                              | 0-2 | 0-1 | 1-0 | 0-2 | 1-2 |     | 2-4 | 1-1 | 1-0 | 1-1 | 1-2 | 0-0 | 1-2 | 3-1 | 1-3 | 4-0 | 2-2 | 2-0 |
| K. RC Genk                                                 | 0-2 | 1-1 | 3-2 | 0-1 | 1-0 | 4-3 |     | 2-2 | 0-1 | 1-0 | 2-1 | 2-0 | 1-1 | 1-1 | 0-0 | 3-0 | 1-4 | 1-2 |
| K. AA Gent                                                 | 1-2 | 1-3 | 2-1 | 3-0 | 2-0 | 1-1 | 2-3 |     | 1-1 | 1-1 | 1-2 | 5-0 | 2-0 | 4-0 | 0-1 | 2-0 | 2-0 | 1-0 |
| KV Kortrijk                                                | 1-3 | 0-0 | 2-1 | 2-3 | 1-1 | 1-2 | 3-1 | 0-2 |     | 2-3 | 0-0 | 1-0 | 2-2 | 2-1 | 0-2 | 2-2 | 0-0 | 1-0 |
| K. SC Lokeren O.-V.                                        | 0-0 | 1-0 | 1-1 | 2-0 | 0-0 | 0-2 | 1-2 | 0-1 | 2-0 |     | 2-2 | 0-0 | 3-0 | 2-1 | 1-1 | 4-1 | 1-1 | 2-1 |
| YR KV Mechelen                                             | 2-1 | 2-1 | 0-1 | 1-1 | 2-1 | 4-1 | 2-1 | 3-3 | 1-1 | 3-0 |     | 0-0 | 2-2 | 1-2 | 0-0 | 0-0 | 1-3 | 0-2 |
| R. AEC de Mons                                             | 1-2 | 0-0 | 1-1 | 1-2 | 1-1 | 5-2 | 3-1 | 1-2 | 1-1 | 0-2 | 0-1 |     | 0-0 | 2-0 | 0-1 | 1-1 | 0-2 | 2-2 |
| R. Excelsior Mouscron                                      | 1-1 | 3-1 | 0-1 | 5-1 | 2-1 | 0-2 | 1-2 | 4-2 | 1-0 | 2-0 | 3-1 | 3-2 |     | 2-0 | 0-3 | 1-1 | 0-0 | 0-2 |
| K. SV Roeselaere                                           | 0-3 | 2-2 | 1-2 | 0-1 | 3-1 | 2-2 | 1-0 | 1-3 | 2-2 | 0-1 | 1-0 | 3-2 | 2-0 |     | 1-1 | 1-2 | 1-0 | 0-3 |
| R. Standard de Liège                                       | 2-1 | 3-1 | 4-0 | 2-0 | 1-2 | 3-2 | 2-0 | 2-1 | 2-0 | 1-0 | 4-1 | 2-1 | 3-1 | 3-0 |     | 4-0 | 3-0 | 1-2 |
| AFC Tubize                                                 | 1-1 | 1-0 | 3-0 | 1-4 | 3-1 | 2-1 | 1-3 | 0-1 | 3-3 | 2-1 | 1-5 | 2-1 | 1-2 | 0-1 | 0-1 |     | 1-2 | 0-6 |
| K. VC Westerlo                                             | 0-1 | 1-0 | 1-2 | 1-1 | 1-0 | 3-1 | 1-0 | 3-2 | 1-3 | 1-0 | 0-1 | 2-1 | 0-0 | 1-0 | 0-1 | 4-1 |     | 3-2 |
| SV Zulte Waregem                                           | 4-0 | 2-2 | 3-1 | 3-1 | 4-2 | 1-0 | 1-3 | 0-2 | 5-1 | 0-0 | 1-1 | 3-0 | 2-1 | 0-0 | 0-1 | 1-0 | 1-1 |     |
| - Victoire à domicile - Match nul - Victoire à l'extérieur |     |     |     |     |     |     |     |     |     |     |     |     |     |     |     |     |     |     |

### Évolution du classement journée par journée

#### Leader du classement journée par journée
Cinq équipes différentes ont occupé la tête du classement durant la saison : La Gantoise, l'Excelsior Mouscron, le FC Bruges, le Standard de Liège et le Sporting Anderlecht, ces deux dernières clubs l'occupant conjointement durant sept journées.

### Classement final
| Rang | Équipe                   | Pts | J  | G  | N  | P  | Bp | Bc | Diff |
| ---- | ------------------------ | --- | -- | -- | -- | -- | -- | -- | ---- |
| 1    | R. Standard de Liège T S | 77  | 34 | 24 | 5  | 5  | 66 | 26 | +40  |
| 2    | R. SC Anderlecht         | 77  | 34 | 24 | 5  | 5  | 75 | 30 | +45  |
| 3    | Club Brugge KV           | 59  | 34 | 18 | 5  | 11 | 59 | 50 | +9   |
| 4    | K. AA Gent               | 59  | 34 | 17 | 8  | 9  | 67 | 42 | +25  |
| 5    | SV Zulte Waregem         | 55  | 34 | 16 | 7  | 11 | 55 | 36 | +19  |
| 6    | K. VC Westerlo           | 52  | 34 | 15 | 7  | 12 | 42 | 38 | +4   |
| 7    | K. SC Lokeren O.-V.      | 51  | 34 | 13 | 12 | 9  | 40 | 32 | +8   |
| 8    | K. RC Genk C             | 50  | 34 | 15 | 5  | 14 | 48 | 51 | -3   |
| 9    | Cercle Brugge K. SV      | 47  | 34 | 14 | 5  | 15 | 48 | 53 | -5   |
| 10   | YR KV Mechelen           | 46  | 34 | 12 | 10 | 12 | 46 | 52 | -6   |
| 11   | R. Excelsior Mouscron    | 44  | 34 | 12 | 8  | 14 | 42 | 49 | -7   |
| 12   | R. Charleroi SC          | 43  | 34 | 12 | 7  | 15 | 43 | 48 | -5   |
| 13   | K. FC GB Antwerpen       | 42  | 34 | 11 | 9  | 14 | 44 | 42 | +2   |
| 14   | KV Kortrijk              | 38  | 34 | 9  | 11 | 14 | 37 | 55 | -18  |
| 15   | FCV Dender EH            | 35  | 34 | 9  | 8  | 17 | 44 | 58 | -14  |
| 16   | K. SV Roeselaere         | 30  | 34 | 8  | 6  | 20 | 33 | 59 | -26  |
| 17   | AFC Tubize               | 27  | 34 | 7  | 6  | 21 | 35 | 77 | -42  |
| 18   | R. AEC de Mons           | 19  | 34 | 3  | 10 | 21 | 31 | 57 | -26  |

Légende
- Champion de Belgique 2009 et qualifié pour la « Ligue des champions » la saison suivante
- Club disputant le match de barrage pour l'attribution du titre de champion de Belgique
- Club qualifié pour la « Ligue des champions » la saison suivante
- Club qualifié pour la « Ligue Europa » la saison suivante
- Club devant disputer le tour final de Division 2
- Club relégué en Division 2 pour la saison suivante

Abréviations
T : Tenant du titre 2008

C : Vainqueur de la Coupe de Belgique 2008-2009

S : Vainqueur de la Supercoupe de Belgique 2008

 : club promu de « Division 2 » depuis la saison précédente

### Test-match pour l'attribution du titre
Un test-match est organisé pour départager les deux premiers et désigner le champion de Belgique 2009. Il se dispute en aller-retour les 21 et 24 mai 2009. Le match aller est joué à Anderlecht et se solde sur un partage un but partout. Le match retour à Sclessin voit la victoire du Standard qui est ainsi sacré champion.
| Date                                                                                        | Match                                   | Résultat |
| ------------------------------------------------------------------------------------------- | --------------------------------------- | -------- |
| 21 mai 2009                                                                                 | R. SC Anderlecht - R. Standard de Liège | 1-1      |
| 24 mai 2009                                                                                 | R. Standard de Liège - R. SC Anderlecht | 1-0      |
| R. STANDARD DE LIÈGE champion et qualifié pour la phase de poules de la Ligue des champions |                                         |          |
| R. SC Anderlecht qualifié pour le 3e tour préliminaire de la Ligue des champions            |                                         |          |

### Meilleur buteur
Jaime Alfonso Ruiz (K. VC Westerlo) avec 17 goals. Il est le 30e joueur étranger différent, le premier colombien, à remporter cette récompense.

#### Classement des buteurs
Le tableau ci-dessous reprend les 18 meilleurs buteurs du championnat, soit les joueurs ayant inscrit dix buts ou plus durant la saison.
| #   | Pays | Joueur             | Club                                 | Buts | Matches joués |
| --- | ---- | ------------------ | ------------------------------------ | ---- | ------------- |
| 1.  |      | Jaime Alfonso Ruiz | K. VC Westerlo                       | 17   | 29            |
| 2.  |      | Dieumerci Mbokani  | R. Standard de Liège                 | 16   | 29            |
| =.  |      | Tom De Sutter      | Cercle Brugge K. SV/R. SC Anderlecht | 16   | 33            |
| 4.  |      | Joseph Akpala      | Club Brugge KV                       | 15   | 32            |
| 5.  |      | Moussa Maazou      | K. SC Lokeren O.-V.                  | 14   | 23            |
| =.  |      | Adnan Čustović     | R. Excelsior Mouscron/K. AA Gent     | 14   | 28            |
| =.  |      | Wesley Sonck       | Club Brugge KV                       | 14   | 28            |
| 8.  |      | Mbaye Leye         | SV Zulte Waregem/K. AA Gent          | 13   | 28            |
| =.  |      | Jérémy Perbet      | AFC Tubize                           | 13   | 31            |
| 10. |      | Milan Jovanović    | R. Standard de Liège                 | 12   | 30            |
| =.  |      | Björn Vleminckx    | YR KV Mechelen                       | 12   | 30            |
| =.  |      | Oleh Yashchuk      | Cercle Brugge K. SV                  | 12   | 31            |
| =.  |      | Bryan Ruiz         | K. AA Gent                           | 12   | 32            |
| 14. |      | Elimane Coulibaly  | KV Kortrijk                          | 11   | 30            |
| =.  |      | Mbark Boussoufa    | R. SC Anderlecht                     | 11   | 33            |
| =.  |      | David Destorme     | FCV Dender EH                        | 11   | 33            |
| 17. |      | Giuseppe Rossini   | YR KV Mechelen                       | 10   | 22            |
| =.  |      | Habib Habibou      | R. Charleroi SC                      | 10   | 30            |

## Récapitulatif de la saison
- Champion : R. Standard de Liège (10e titre)
- Quatrième équipe à remporter dix titres de champion de Belgique
- Quinzième titre pour la province de Liège.

| Région flamande (12)            | Région flamande (12) | Province de Brabant (2)      | Province de Brabant (2) | Région wallonne (4)    | Région wallonne (4) |
| ------------------------------- | -------------------- | ---------------------------- | ----------------------- | ---------------------- | ------------------- |
| Province d'Anvers               | 3                    | Région de Bruxelles-Capitale | 1                       | Province de Hainaut    | 3                   |
| Province de Flandre-Occidentale | 5                    | Province du Brabant flamand  | 0                       | Province de Liège      | 1                   |
| Province de Flandre-Orientale   | 3                    | Province du Brabant wallon   | 1                       | Province de Luxembourg | 0                   |
| Province de Limbourg            | 1                    |                              |                         | Province de Namur      | 0                   |

1. ↑  Au niveau footballistique, la province de Brabant est toujours unitaire malgré sa partition territoriale en 1995.

### Admission et relégation
Le R. AEC de Mons et l'AFC Tubize terminent aux deux dernières places et sont relégués directement. Le KSV Roulers et le FCV Dender EH terminent en position de barragistes et doivent disputer le tour final avec deux équipes de Division 2 pour tenter d'assurer leur maintien. Roulers remporte cette mini compétition et conserve sa place parmi l'élite, Dender accompagne Tubize et Mons à l'échelon inférieur. Dans le but de réduire le nombre de clubs en première division à seize, une seule équipe est promue du niveau inférieur, le K. Sint-Truidense VV, champion, qui retrouve l'élite une saison après l'avoir quittée.

### Débuts en Division 1
Un club fait ses débuts dans la plus haute division belge. Il est le 76e club différent à y apparaître.
- L'Association Football Clubs Tubize est le 21e club de la province de Brabant, le 1er en Brabant wallon, à évoluer dans la plus haute division belge.

### Bilan de la saison
| Championnat de Belgique de football 2008-2009 |                                                |
| Champion                                      | R. Standard de Liège (10e titre)               |
| Dauphin                                       | R. SC Anderlecht                               |
| Coupes et trophées                            |                                                |
| Vainqueur de la Coupe de Belgique 2008-2009   | K. RC Genk                                     |
| Vainqueur de la Supercoupe de Belgique 2008   | R. Standard de Liège                           |
| Qualifications continentales                  |                                                |
| Ligue des champions de l'UEFA 2009-2010       | R. Standard de Liège (Phase de poules)         |
| Ligue des champions de l'UEFA 2009-2010       | R. SC Anderlecht (Troisième tour préliminaire) |
| Ligue Europa 2009-2010                        | K. RC Genk (Tour de barrages)                  |
| Ligue Europa 2009-2010                        | Club Brugge KV (Troisième tour préliminaire)   |
| Ligue Europa 2009-2010                        | K. AA Gent (Deuxième tour préliminaire)        |
| Promotions et relégations                     |                                                |
| Promus en Division 1                          | K. Sint-Truidense VV                           |
| Relégués en Division 2                        | R. AEC de Mons                                 |
| Relégués en Division 2                        | AFC Tubize                                     |
| Relégués en Division 2                        | FCV Dender EH                                  |